# Elephant Man (film)
Pour les articles homonymes, voir Elephant Man.
Pour plus de détails, voir Fiche technique et Distribution.
Elephant Man ou L'Homme éléphant au Québec (The Elephant Man) est un film américain réalisé par David Lynch et sorti en 1980.
Ce film tourné en noir et blanc est une adaptation romancée des mémoires de Frederick Treves, le médecin qui prit en charge Joseph Merrick, surnommé « Elephant Man » (« l'homme-éléphant ») du fait de ses nombreuses difformités. Dans le film, le personnage porte le prénom de « John » Merrick, d'après la dénomination erronée dans les mémoires de Treves.
Le film est un succès critique et commercial. Il est nommé huit fois aux Oscars 1981, mais n'obtiendra aucun prix. Ce film engendrera cependant la création l'année suivante de l'Oscar des meilleurs maquillages. Il a néanmoins obtenu trois British Academy Film Awards et le César du meilleur film étranger en 1982.

## Synopsis

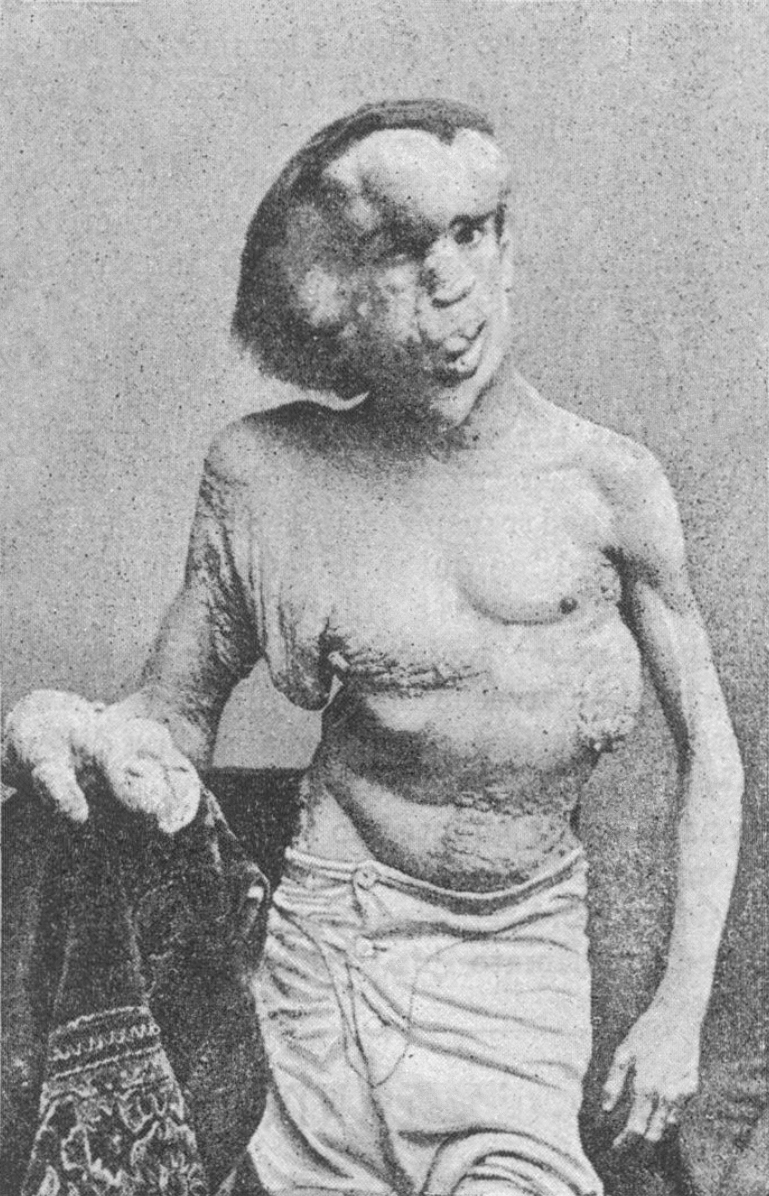
Photo du véritable Joseph Merrick.

En 1884, à Londres, John Merrick, dit « l'homme-éléphant » (John Hurt), est un phénomène de foire — comme nombre d'êtres humains affectés de difformités ou d'anomalies physiques congénitales graves — « appartenant » à un nommé Bytes (Freddie Jones). Intrigué par la terrible apparence visuelle de l'homme-éléphant, le Dr Frederick Treves (Anthony Hopkins), grand chirurgien de Londres, demande à Bytes de pouvoir l'examiner. Le praticien découvre alors un être âgé de 21 ans ne semblant pas pouvoir s'exprimer oralement, horriblement déformé, présentant d'atroces difformités monstrueuses que lui, médecin réputé, n'a, de sa vie, encore jamais vues de ses propres yeux.
Le Dr Treves « emprunte » alors l'homme-éléphant à son « propriétaire » pour quelques jours, contre une somme d'argent, et l'héberge momentanément dans une chambre de quarantaine de l'hôpital, le temps de l'étudier plus en détail et de le présenter à ses confrères lors d'un de ses cours d'anatomie de la faculté de médecine, détaillant ses effrayantes difformités corporelles. Il décide ensuite de le loger à l'hôpital, plus ou moins secrètement — avec l'accord du directeur de l'établissement, Sir Carr Gomm (John Gielgud), bien que réservé au départ —, dans une chambre individuelle, pour ne pas choquer les autres patients. Mais Bytes somme le chirurgien de lui rendre l'homme-éléphant, son « gagne-pain », ce que Treves refuse, soutenu par le directeur de l'hôpital.
Progressivement mis en confiance, Merrick se met à communiquer avec Treves, récitant un passage entier d'un psaume de la Bible lors de la première visite du directeur, et s'exprimant dans un anglais parfait, malgré les défauts de prononciation dus à ses lèvres et sa bouche, terriblement déformées, et révélant une grande sensibilité doublée d'une intelligence hors norme.
Cependant, le gardien de nuit de l'hôpital, un homme sans scrupules, utilise à nouveau Merrick comme phénomène de foire, afin d'organiser clandestinement des visites nocturnes, contre de la monnaie. Par hasard, Bytes rencontre le gardien de nuit au bar où celui-ci délivre ses invitations quotidiennes aux prostituées et aux alcooliques du quartier, tandis qu'un témoin signale ces agissements au Dr Treves, qui licencie aussitôt le gardien. Ce dernier résiste, mais Mrs. Mothershed, l'infirmière en chef, réussit à l'assommer. Malheureusement, Bytes parvient finalement à s'emparer de John et à l'emmener de force sur le continent, afin de l'exhiber à nouveau dans des foires, en Belgique, dans la région d'Ostende. Bytes multiplie les mauvais traitements et terrorise John, allant jusqu'à l'enfermer une nuit dans une cage à barreaux mitoyenne de celle de babouins agressifs. Avec l'aide des autres « phénomènes » du cirque, John parvient à s'enfuir de nuit, pendant que Bytes dort. Rejoignant Ostende, il prend un paquebot pour retourner à Londres.
À son arrivée, il est poursuivi par la population, comme on chasse un monstre ou un animal dangereux. Acculé dans des toilettes publiques de la gare de Londres, il hurle, dans sa détresse, qu'il est « un être humain ». Alertés, des agents de police lui viennent en aide et le ramènent à l'hôpital où il retrouve aussitôt le Dr Treves et la sécurité de sa chambre.
Après avoir assisté à un spectacle dans un grand théâtre, sur invitation de la grande comédienne Madge Kendal (en) qui l'a pris en amitié, John meurt en décidant de s'endormir « sur le dos », pour la seule et unique fois de sa vie, comme un « homme normal ». Cette position lui sera fatale, celle-ci l'empêchant de respirer. Sa dernière pensée est pour sa mère, lui disant « rien ne meurt jamais ».

### Annotations
Les génériques de début et de fin du film précisent, respectivement :

« Ce film est une adaptation cinématographique de la vie réelle de Joseph Merrick, à partir du livre biographique The elephant man and other reminiscences du Dr Frederick Treves et du livre In part on the elephant man : a study in human dignity de Ashley Montagu. »

« Ce film est fondé sur l'histoire réelle de John Merrick, l'homme éléphant, et non sur la pièce du même nom ou sur toute autre œuvre de fiction. »

## Fiche technique
Sauf indication contraire, les informations mentionnées dans cette section peuvent être confirmées par la base de données cinématographiques IMDb,  présente dans la section « Liens externes ».
- Titre français : Elephant Man
- Titre québécois : L'Homme éléphant
- Titre original : The Elephant Man
- Réalisateur : David Lynch
- Scénario : Christopher De Vore, Eric Bergen et David Lynch, d'après les livres de Sir Frederick Treves The Elephant Man and Other Reminiscences (témoignage de Frederick Treves traduit et disponible chez Stalker Éditeur - Paris) et d'Ashley Montagu The Elephant Man, a Study in Human Dignity
- Musique : John Morris
- Photographie : Freddie Francis
- Maquillage spécial : Christopher Tucker (en) appliqué par Walter Schneiderman
- Montage : Anne V. Coates
- Décors : Stuart Craig, Bob Cartwright
- Costumes : Patricia Norris
- Société de production : Brooksfilms
- Société de distribution : Paramount Pictures (États-Unis), Columbia-EMI-Warner (Royaume-Uni) Gaumont (France)
- Budget : 5 millions de dollars
- Pays de production :  États-Unis
- Langue originale : anglais
- Format : noir et blanc - 35 mm - Ratio : 2,35:1 mixé en Dolby stéréo
- Genre : drame biographique, historique
- Durée : 124 minutes
- Dates de sortie[2] :
  - États-Unis : 10 octobre 1980
  - France : 8 avril 1981
  - France : 22 juin 2020 (ressortie par Carlotta Films[3])
- Classification[4] :
  - États-Unis : PG-13
  - France : tous publics avec avertissement

## Distribution
- Anthony Hopkins (VF : Dominique Paturel) : Dr Frederick Treves
- John Hurt (VF : Dominique Collignon-Maurin) : John Merrick dit « The Elephant Man » (« l'homme-éléphant »)
- Anne Bancroft (VF : Nadine Alari) : Mrs Madge Kendal (en), la comédienne
- John Gielgud (VF : René Bériard) : Sir Carr Gomm, directeur de l'hôpital de Londres
- Wendy Hiller (VF : Marie Francey) : Mrs Mothershed, l'infirmière en chef
- Freddie Jones (VF : Jean Topart) : Bytes, le propriétaire de John Merrick
- Michael Elphick (en) (VF : Henry Djanik) : Jim, le portier de nuit
- Hannah Gordon (en) (VF : Évelyne Séléna) : Mrs Treves
- Lesley Dunlop : Nora, la jeune infirmière
- Phoebe Nicholls / Lydia Lisle : Mary Jane, la mère de John Merrick
- Helen Ryan (en) : la princesse Alexandra
- John Standing (VF : Michel Beaune) : Dr Fox
- Hugh Manning : Broadneck
- Dexter Fletcher (VF : Jackie Berger) : le gamin de Bytes
- David Ryall (VF : Philippe Dumat) : l'homme qui accompagne les prostituées
- Patricia Hodge : la mère qui hurle
- Deirdre Costello (en) : première prostituée
- Pauline Quirke : deuxième prostituée
- William Morgan Sheppard : un homme au pub
- Kenny Baker (VF : Alain Dorval) : le nain à plumes

## Production

### Genèse et développement
Il s'agit du premier film produit par la société de production de Mel Brooks : la Brooksfilms.

### Attribution des rôles
Avant que John Hurt n'obtienne le rôle-titre, Mel Brooks envisageait de le confier à Dustin Hoffman qui venait d'être récompensé d'un Oscar pour son rôle dans Kramer contre Kramer et qui était intéressé par le projet. Mais pour le producteur Jonathan Sanger (en), il fallait que l'acteur ne soit pas trop connu, afin que les spectateurs ne cherchent pas à l'identifier. David Lynch, quant à lui, avait pensé en premier à son acteur d'Eraserhead, Jack Nance, mais les prestations de John Hurt, dans L'Homme que je suis où il incarne Quentin Crisp, Moi Claude empereur dans le rôle de Caligula, et de Max dans Midnight Express achevèrent de convaincre les producteurs et le réalisateur qu'il était le seul choix pour le rôle de John Merrick. Pour le rôle du docteur Treves, Anthony Hopkins était le premier choix de la production pour l'incarner, mais son agent n'était pas convaincu par le film. Alors que Lynch pensait confier le rôle à Alan Bates, le scénariste Christopher De Vore envoya le script directement à Hopkins, sans passer par son agent, qui exprima sa volonté de jouer dans le film.

### Maquillage
À l'origine du projet, David Lynch avait entrepris de concevoir lui-même le maquillage de l'homme éléphant, mais le matériau utilisé, de la mousse de polyuréthane, s'avère impropre pour la réalisation des prothèses. En catastrophe, Lynch décide de faire appel au maquilleur anglais Christopher Tucker (en), réputé pour ses maquillages pour des séries historiques de la BBC comme Moi Claude empereur. Christopher Tucker conçoit ses prothèses à partir de mousses de latex posées en deux couches pour les parties osseuses et les parties molles.
Le maquillage de John Hurt est directement élaboré par le maquilleur à partir du moulage post-mortem de la tête de Joseph Merrick. Afin de prévenir d'éventuels imprévus à Christopher Tucker, la production décide de l'assurer à hauteur de deux millions de livres. Comme les séances d'application des prothèses, réalisées par Walter "Wally" Schneiderman assisté de sa fille Beryl Lerman duraient à elles seules près de 7 heures — et qu'il en fallait presque 3 pour les retirer —, John Hurt ne s'alimente alors qu'à l'aide d'une paille. Il se repose assis exactement comme son personnage, durant des journées de travail de plus de 12 heures, ce qu'il endure malgré tout avec grand professionnalisme,.
Le tollé provoqué par l'absence de récompense aux Oscars 1981 pour la prouesse que représentait le travail de maquillage sur Elephant Man conduisit à la création d'un Oscar spécifique dont Rick Baker sera le premier récipiendaire l'année suivante pour son travail sur Le Loup-garou de Londres de John Landis.

### Tournage
Le film est doté d'un budget de 5 millions, dont 4 sont collectés auprès de Fred Silverman de NBC. Le reste provient d'EMI Films. Le tournage a lieu du 13 octobre 1979 au 1er mai 1980. Il se déroule principalement à Londres (Butler's Wharf (en), gare de Liverpool Street, Tower Bridge, Clink Street (en), National Liberal Club, South Bank, Southwark, Broadgate, Lee International Studios, ...) et ses environs (Hackney, Shepperton Studios).

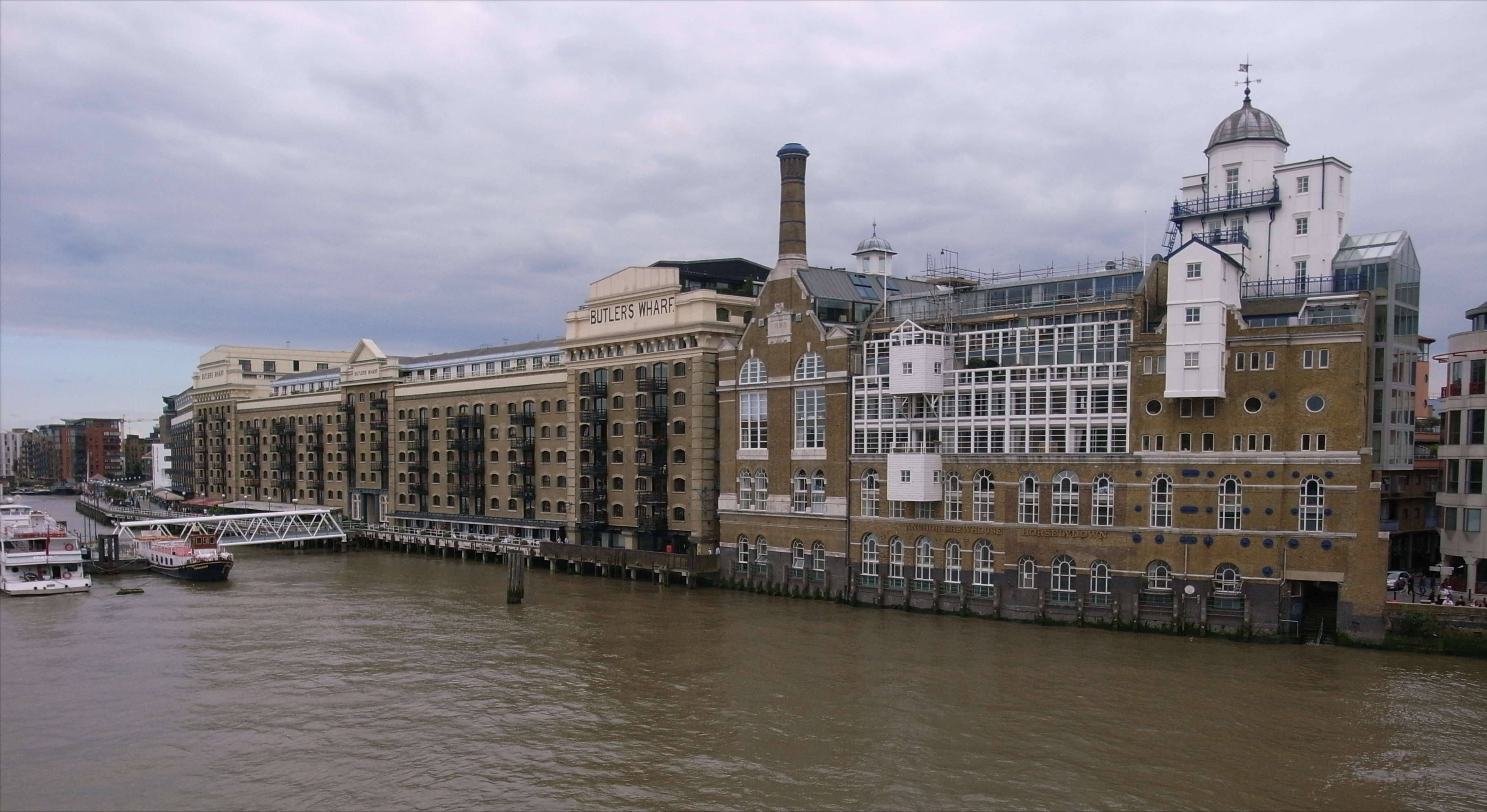
Butler's Wharf
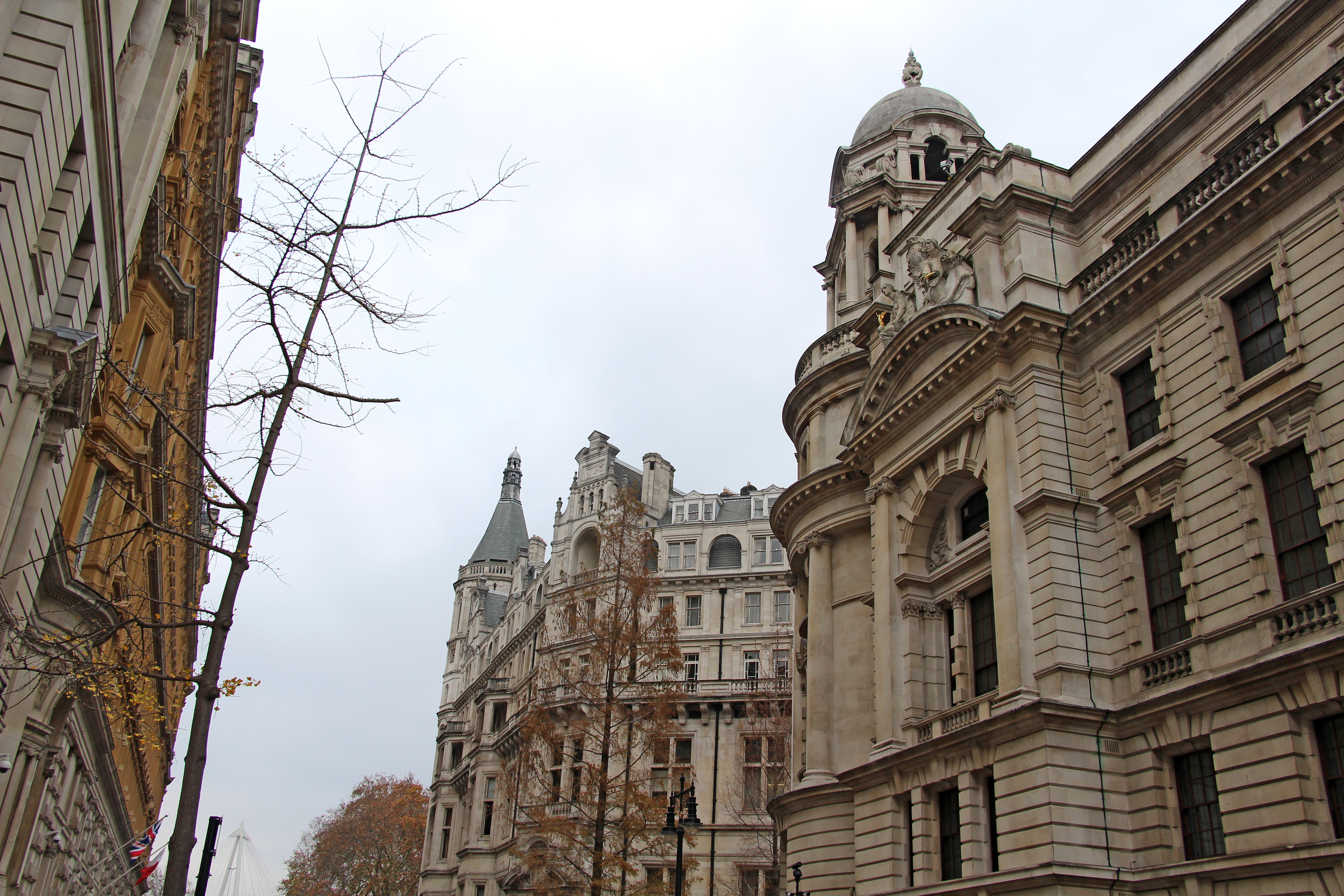
Whitehall Court
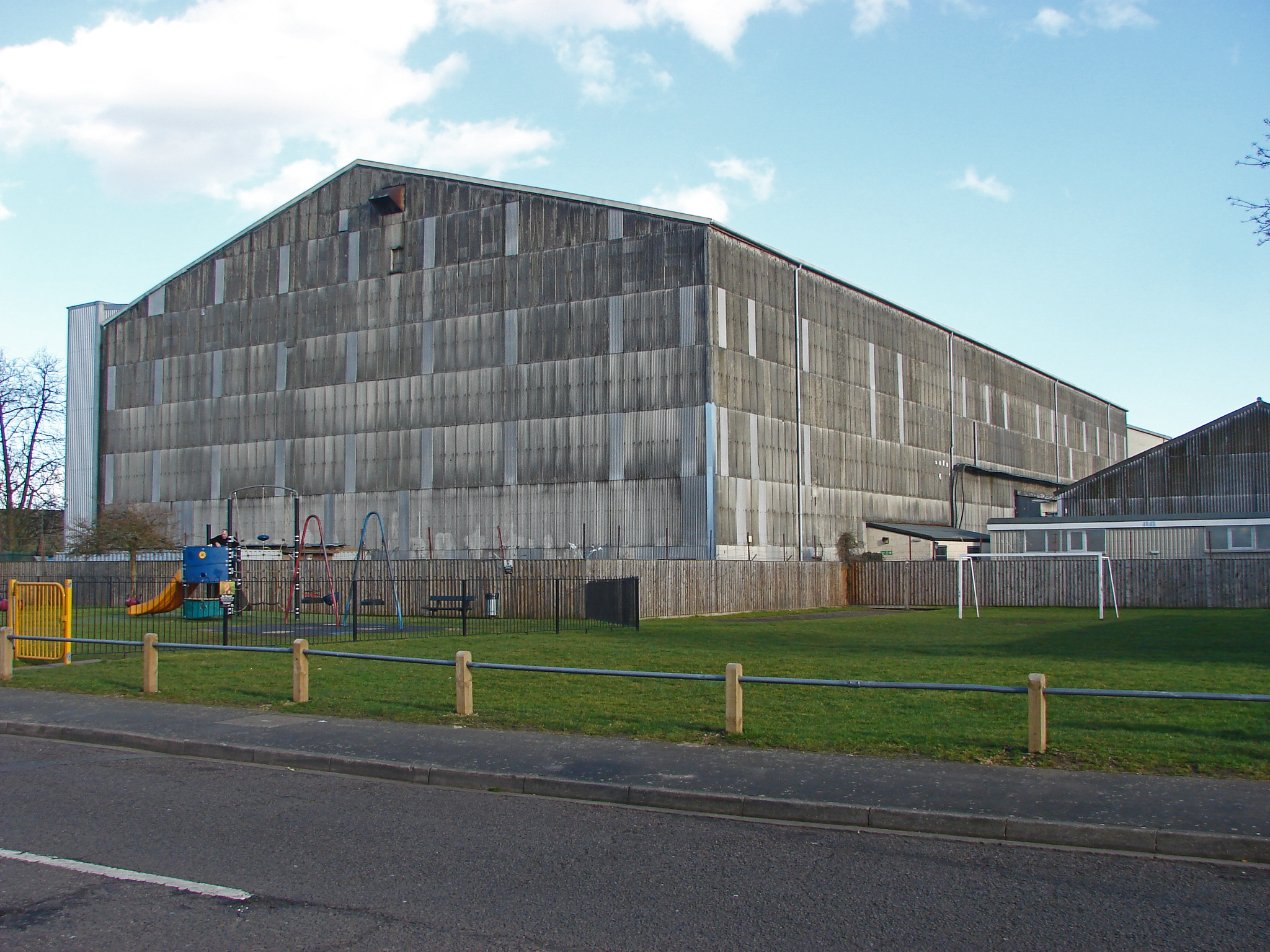
Studios de Shepperton

### Musique
La musique du film est composée par John Morris et interprétée par le National Philharmonic Orchestra. David Lynch utilise par ailleurs l'Adagio pour cordes pour Samuel Barber pour une scène clef du film. John Morris s'est opposé à l'utilisation de la musique, déclarant : « cette pièce va être utilisée encore et encore dans le futur... Et chaque fois qu'elle est utilisée dans un film, c'est va diminuer l'effet de la scène. »
En 1980, 20th Century Fox Records publie la bande originale sous forme en LP et de cassette aux États-Unis. Sa couverture présente un John Merrick masqué sur fond de fumée, comme on le voit sur l'affiche du film. En 1994, Milan Records publie la première édition de la B.O. en Disque compact

#### Liste des titres
Face 1
1. "The Elephant Man Theme" – 3:46
2. "Dr. Treves Visits the Freak Show and Elephant Man" – 4:08
3. "John Merrick and Psalm" – 1:17
4. "John Merrick and Mrs. Kendal" – 2:03
5. "The Nightmare" – 4:39

Face 2
1. "Mrs. Kendal's Theater and Poetry Reading" – 1:58
2. "The Belgian Circus Episode" – 3:00
3. "Train Station" – 1:35
4. "Pantomime" – 2:20
5. "Adagio for Strings" – 5:52
6. "Recapitulation" – 5:35

## Sortie et accueil

### Box-office
| Pays ou région     | Box-office        | Date d'arrêt du box-office | Nombre de semaines |
| ------------------ | ----------------- | -------------------------- | ------------------ |
| France             | 2 443 507 entrées | -                          | -                  |
| États-Unis, Canada | 26 010 864 $      | -                          | -                  |
| Total mondial      | N/A               | -                          | -                  |

## Distinctions
Le film obtient de nombreux prix et nominations. Il est ainsi nommé huit fois aux Oscars 1981 (record de la cérémonie avec Raging Bull) mais ne reçoit aucune statuette. Après ce tollé, l'Oscar du meilleur maquillage sera créé pour récompenser une profession oubliée mais qui a fait le succès du film. Par ailleurs

### Récompenses
- Festival international du film fantastique d'Avoriaz 1981 :
  - Grand prix
- BAFA 1981 :
  - British Academy Film Award du meilleur film
  - British Academy Film Award du meilleur acteur pour John Hurt
  - British Academy Film Award des meilleurs décors pour Stuart Craig, Robert Cartwright (en) et Hugh Scaife (en)
- César 1982 :
  - César du meilleur film étranger

### Nominations
- Oscars 1981 :
  - meilleur film
  - meilleur réalisateur pour David Lynch
  - meilleur acteur pour John Hurt
  - meilleur scénario adapté pour Christopher De Vore, Eric Bergren (en) et David Lynch
  - meilleure direction artistique pour Stuart Craig, Robert Cartwright (en) et Hugh Scaife (en)
  - meilleurs costumes pour Patricia Norris
  - meilleur montage pour Anne V. Coates
  - meilleure musique de film pour John Morris
- BAFA 1981 :
  - meilleur réalisateur pour David Lynch
  - meilleur scénario pour Christopher De Vore, Eric Bergren (en) et David Lynch
  - meilleure photographie pour Freddie Francis
  - meilleur montage pour Anne V. Coates

## Sortie vidéo
Pour son 40e anniversaire, le film ressort en édition limitée avec un SteelBook UHD Blu-ray le 8 avril 2020 édité par StudioCanal, dans une version restaurée 4K inédite[réf. nécessaire].

## Analyses

### Thèmes
Dans le film The Elephant Man, la monstration est un thème récurrent. Au 19e siècle l'exhibition de personnes ayant de lourds handicaps, pour divertir le public dans les cirques et les foires est courante.
La peur est également un thème important du film. Cependant, contrairement aux habitudes, la peur n'est pas éprouvée par le public, mais par le monstre John Merrick, terrorisé par les gens normaux. Craignant que les gens le voient, Merrick a une peur constante de la réaction des autres. Une scène-clef est celle où l'infirmière lui apporte de la nourriture et hurle de peur face à un homme-éléphant terrifié par cette réaction.

## Autres adaptations
Avant l'adaptation cinématographique, Bernard Pomerance écrit une pièce de théâtre avec Philip Anglim dans le rôle de John Merrick, sans aucun maquillage. Elle est jouée à Broadway et reprise plus tard par David Bowie.
Un téléfilm a été tourné en 1982 par Jack Hofsiss d'après la pièce de Bernard Pomerance. C'est à nouveau Philip Anglim qui reprend le rôle de John Merrick.